# 中吉野町
中吉野町（なかよしのちょう）は、徳島県徳島市の町名。渭北地区に属している。中吉野町一丁目から中吉野町四丁目まで存在する。郵便番号は〒770-0804。
- 人口：2,525人（2009年12月。徳島市の調査より）
- 世帯数：1,092世帯（同上）

## 地理
徳島市の北東部に位置し、徳島市街地周辺の住宅地域である。東から西へ一丁目から三丁目と細長く分布し、吉野本町五丁目から六丁目を挟んで新町川を越えて四丁目に続く。
県道沿いや市道沿いに商店が多く見られる。新町川を挟んで四丁目だけが存在するが、橋のなかった頃は新町川が水上交通路として用いられたので、その両岸はひとつの集落として成立したものである。
吉野橋架設工事は大正13年7月で、それ以前は渡し船が用いられ、その料金は1銭だったという。当時、吉野橋の両側には田圃が続き、人家は少なかった。

### 河川
- 吉野川
- 新町川

## 歴史
元は下助任町の北部に位置しており、昭和17年に現在の町名となった。昭和43年に一部が南田宮一丁目から四丁目となる。大正13年に新町川に吉野橋が架設された。

## 施設

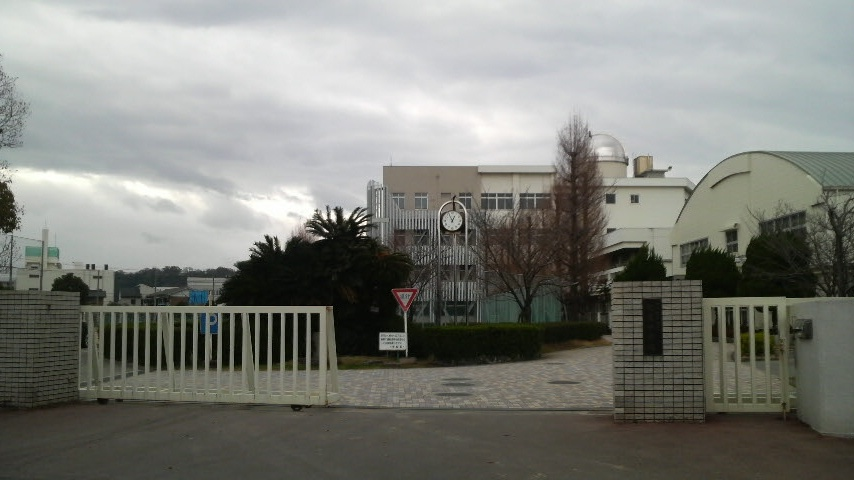
鳴門教育大学附属中学校

教育
- 鳴門教育大学附属中学校
- 助任保育所

その他
- 四国メディカルサポート本社
- 信用金庫渭北支店
- ヤマダ電機徳島本店

かつて存在した施設
- サンエイ薬品

## 交通

### 道路
都道府県道
- 徳島県道30号徳島鴨島線
- 徳島県道39号徳島鳴門線

### バス
徳島バス
- 吉野橋

徳島市営バス
- 中吉野町
- 吉野橋
- 中吉野町四丁目